# バーナード・ブローディ (軍事戦略家)
バーナード・ブローディ（Bernard Brodie、1910年5月20日-1978年11月24日）は、アメリカ合衆国の国際政治学者、軍事戦略家。専門は、核戦略論、核抑止論。

## 略歴・人物
1940年、シカゴ大学で博士号取得。ダートマス大学講師を経て、第二次世界大戦中はアメリカ海軍作戦本部に勤務した。イェール大学、ランド研究所を経て、1966年からカリフォルニア大学ロサンゼルス校教授。
原爆投下から間もない1946年、強大な破壊力を持つ核兵器が実戦使用されたことの重大性をいち早く指摘、編著『絶対兵器（Absolute Weapon）』において、「今後の軍事機構の主要な目的は、戦争に勝つことではなく、戦争を避けることでなくてはならない」と主張し、戦争抑止のための核戦略構築を提唱したことで知られる。

## 著書

### 単著
- Sea Power in the Machine Age, (Princeton University Press, 1941).
- A Layman's Guide to Naval Strategy, (Princeton University Press, 1942, 2nd ed., 1944).
- Strategy in the Missile Age, (Princeton University Press, 1959).
- Escalation and the Nuclear Option, (Princeton University Press, 1966).
- 『戦争と政治』（原題：War and Politics） (Macmillan, 1973).

### 共著
- From Crossbow to H-bomb, with Fawn M. Brodie, (Indiana University Press, 1962, revised ed., 1973).

### 編著
- The Absolute Weapon: Atomic Power and World Order, (Harcourt, Brace, 1946).

### 共編著
- National Security and International Stability, co-edited with Michael D. Intriligator and Roman Kolkowicz, (Oelgeschlager, Gunn & Hain, 1983).